# 大黒梅陰
大黒 梅陰（だいこく ばいいん、1797年（寛政9年） - 1851年6月12日（嘉永4年5月13日））は、江戸時代後期の漢学者。大黒屋光太夫の子。通称は亀太郎。

## 生涯
14歳で商人の家に奉公に出る。奉公先での仕事は熱心であり、店の主人の覚えもよかった。主人は読書家であった梅陰のために、金貸しで得た利息を梅陰の学業に費やしたという。梅陰自身、主人を篤く慕い、主人の死後、息子の不行跡によって商家が傾くと、主人の未亡人を支援して、借金の肩代わりを行い、また終生彼女の面倒を見た。
読書家であり、若い頃から書物を広く渉猟し、博識となった。父光太夫の死後、若干の銀を賜り、近所に家を構えて母を養い、門人を集めて教鞭を取るようになる。その学問は朱子学を中心としていた。
梅陰は、自分の培ってきた学問は所詮は雑学であり、名高い識者達のような傾聴に値する卓識はないが、一途に講読、講釈に励みたい、と語っていた。
1851年、55歳で死去。本郷元町の興安寺に墓所がある。墓碑銘は安井息軒が撰した。

## 人柄
体格に恵まれ、剣豪と見間違うほどの偉丈夫であった。性格は素朴、恬淡であり、争い事を好まず、質実剛健を信条とし、読書に没頭した。また、他者が自分の本を借用することを願うと、喜んで快諾したという。
実母は厳しい人柄であり、梅陰の謹直な性格には、彼女の影響があったとされる。梅陰は実母をはばかり、終生嫁を娶らなかった。